# エンジェリック乱世
エンジェリック乱世（1975年2月22日 - ）は、日本のものまねタレントである。
広島県広島市出身。SMA NEET Projectを経て、トップ・カラー所属。崇徳高等学校、広島県立大学生物資源学部生物資源管理学科卒業。

## 人物
水谷豊が『相棒』で演じている杉下右京のものまねを主体に活動する。
不動産会社の営業とWワークで芸人活動をする。披露宴司会のスペシャリスト集団「オレンジ企画」のスタッフ司会者でもある。
2022年6月3日14時24分、本人のTwitterにて「次の相棒は亀山薫の復活と予想しました」のツイートが見事的中し、6月23日にTikTokライブで緊急配信を行い、リスナーから祝福された。
2022年7月13日のTikTok生配信ライブにて、水谷豊さんの誕生日イブを盛大にお祝いした。
その際、ファンの方からプレゼントを戴き、自分の誕生日では無いのにもかかわらず、照れながらも本気で喜び、ファンの方にサインをプレゼントすると報告した。
2022年7月13日のTikTok生配信ライブにて、TikTok次世代クリエイターに選ばれた事を報告。

## 出演番組

### TV
- 日本テレビ『ものまねグランプリ』～「ものまね刑事軍団」レギュラー (小日向文世、杉下右京※ドラマ『相棒』)他コーナー
- テレビ東京『ジャンポリス』
- テレビ朝日『Qさま!!～ドラえもん知識王№1決定戦～』
- フジテレビ『笑っていいとも』
- テレビ東京『揺るぎなき先人～茶聖 千利休～』
- フジテレビ『とんねるずのみなさんのおかげでした～細かすぎて伝わらないモノマネ選手権～』

### ラジオ
- radio365『エンジェリック乱世の下剋上RADIO』(冠番組)　2017年1月22日〜2017年12月24日
- Rainbow Town FM『エンジェリック乱世の芸能乱世を生き抜け！』(冠番組)
- Rainbow Town FM 『ラジオネぐらんぷり』(メインパーソナリティ)
- NHKラジオ第一『お笑いサウンドシアター』

### スカパー
- スカパー！『小力の小部屋』 ※ 番組史上４人目の５週勝ち抜きチャンピオン

## ものまねレパートリー
- 杉下右京（ドラマ『相棒』水谷豊）
- 小日向文世
- イチロー
- 佐野元春
- ディズニー系(ミッキー、ミニー、ドナルド、グーフィー、ジーニー、他)
- ジブリ系
- 渡部篤郎
- 将棋のプロ棋士
- SASUKEの長野誠
- 鳥人間コンテスト他
- 西村雅彦
- 唐沢寿明
- ダイアモンド☆ユカイ
- 麻生太郎
- 及川光博

## ネタ
- ものまね漫談他
- 将棋漫談
- 江戸川区葛西(今住んでいる)の漫談
- 人コント

(本当は「一人コント」だったが、編集者のミスで「人コント」になってしまったが、本人より「変えなくて良い」とお達しが来たため、変更せず、逆に「人コント」をネタにしてもらう。)
- 顔芸
- キレ芸
- エアコン芸